# Benjamin Silliman

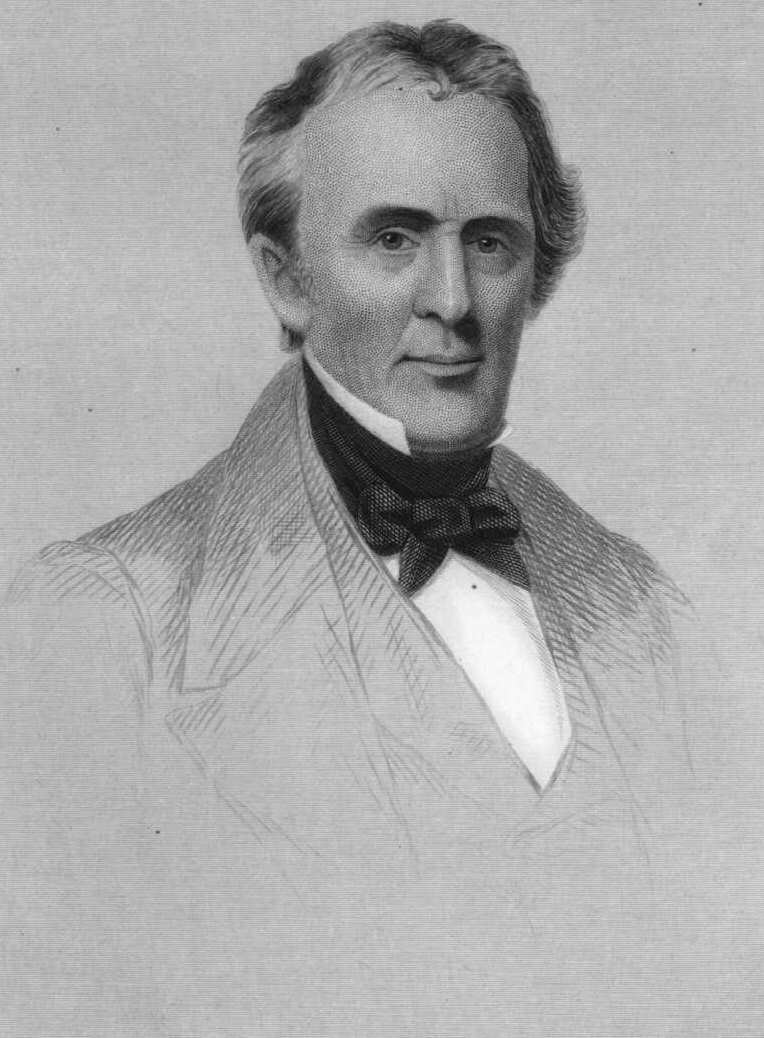
Benjamin Silliman

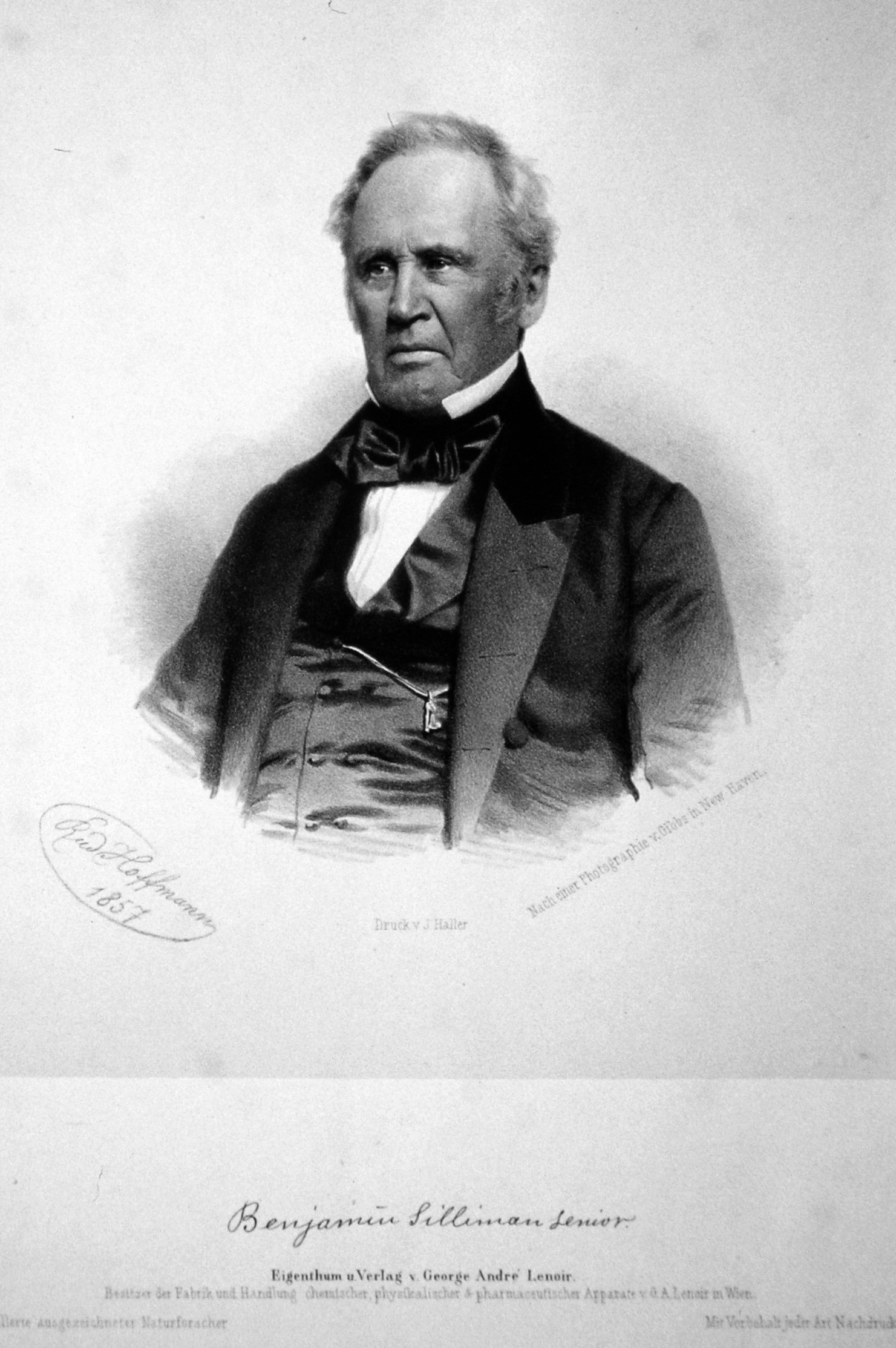
Benjamin Silliman, Lithographie von Rudolf Hoffmann, 1857

Benjamin Silliman (* 8. August 1779 in North Stratford, jetzt Trumbull, Connecticut; † 24. November 1864 in New Haven, Connecticut) war ein US-amerikanischer Chemiker.

## Leben
Silliman war ein Sohn des Juristen Gold Selleck Silliman und dessen Ehefrau Mary Noyes. Nach seinem Studium berief man Silliman 1802 als Professor der Chemie an das Yale College (heute Yale University) in New Haven. 1805 besuchte er Europa, um Bücher und naturwissenschaftliche Apparate für seinen Unterricht am College zu beschaffen.
Am 17. September 1809 heiratete Silliman Harriet, eine Tochter des Politikers Jonathan Trumbull junior und damit Enkelin des Politikers Jonathan Trumbull senior. Er hatte mit ihr vier Kinder, darunter Benjamin (1816–1885), den späteren Chemiker. Die Professoren Oliver P. Hubbard (1809–1900) und James Dwight Dana wurden seine Schwiegersöhne. 1815 wurde Silliman in die American Academy of Arts and Sciences gewählt, 1863 gehörte er zu den Gründungsmitgliedern der National Academy of Sciences.
1851 heiratete Silliman in zweiter Ehe Sarah Webb, eine Tochter von John McClellan. 1852 emeritierte Silliman und zog sich langsam ins Privatleben zurück. Er starb im Alter von 85 Jahren am 24. November 1864 und fand seine letzte Ruhestätte auf dem Grove Street Cemetery, New Haven.

## Leistungen
Silliman erwarb sich große Verdienste um die Förderung der Naturwissenschaften in Nordamerika, namentlich durch die Herausgabe des American Journal of science and arts (seit 1818), in dem er auch zahlreiche eigene chemische, physikalische, geologische und andere Untersuchungen veröffentlichte.
1851 besuchte er erneut England und den europäischen Kontinent und berichtete darüber in seinem Werk Narrative of a visit to Europe in 1851.
Durch die Vorlesungen, die Silliman viele Jahre hindurch in fast allen größeren Städten der Union hielt, trug er viel zur Verbreitung naturwissenschaftlicher Kenntnisse bei.

## Werke (Auswahl)
- A journal of travels in England, Holland, and Scotland, and of two passages over the Atlantic, in the years 1805 and 1806 (1812). New York 1810.
- Objections to the nomenclature of the celebrated Berzelius: with suggestions respecting a substitute, in a letter to Professor Silliman; first published in 1834, and republished in Silliman’s Journal for 1835, Vol. XXVII
- Remarks made on a short tour between Hartford and Quebec, in the autumn of 1819 [microform] Printed and published by S. Converse New-Haven Conn.1820.
- Elements of chemistry. New Haven 1831 (2 Bde.). Benjamin Silliman jr.
- Consistency of discoveries of modern geology with the Sacred History of the creation and deluge. London 1837.
- A visit to Europe in 1851. Vol. I. Verlag: G. P. Putnam & Co., New York 1854
- A Visit to Europe in 1851 Vol. II.  Verlag: G. P. Putnam & Co., New York 1854

## Ehrungen
Das Mineral Sillimanit wurde nach ihm benannt.
Anlässlich seines 20. Todestages wurde ihm 1884 an seinem Wohnort New Haven, Conn. ein Denkmal errichtet.